# Parque de Nova Sintra
Sendo o antigo jardim de uma quinta, noutros tempos propriedade da família Wright (de origem britânica), fica sobranceiro ao Rio Douro, e tem uma vista magnífica sobre a praia do Areinho em Gaia.
A quinta foi adquirida pela Câmara Municipal do Porto em 1932, para cumprir a sua atual função de alojar os serviços do SMAS do Porto (neste momento é nesta quinta que fica a sede das Águas do Porto, EM).
O Parque de Nova Sintra dispõe de uma vasta área verde, 68.500m², com diversas espécies raras de vida arbórea. Divide-se numa parte com canteiros e  outra mais arborizada e sombria, com recantos românticos, fazendo lembrar algumas partes dos Jardins do Palácio de Cristal. Pode ser visitado das 9:00h até às 17:30h.
O seu ambiente calmo e sossegado, que não é atingido pelo ruído e fervilhar da cidade, mesmo ao seu lado, a sua beleza rara, que combina exemplares centenários de diversas espécies arbóreas com inúmeras fontes e chafarizes que ao longo do tempo perderam o seu lugar na cidade e vieram encontrar neste parque o seu refúgio, fazem deste parque um dos mais belos da cidade, merecendo a sua visita.

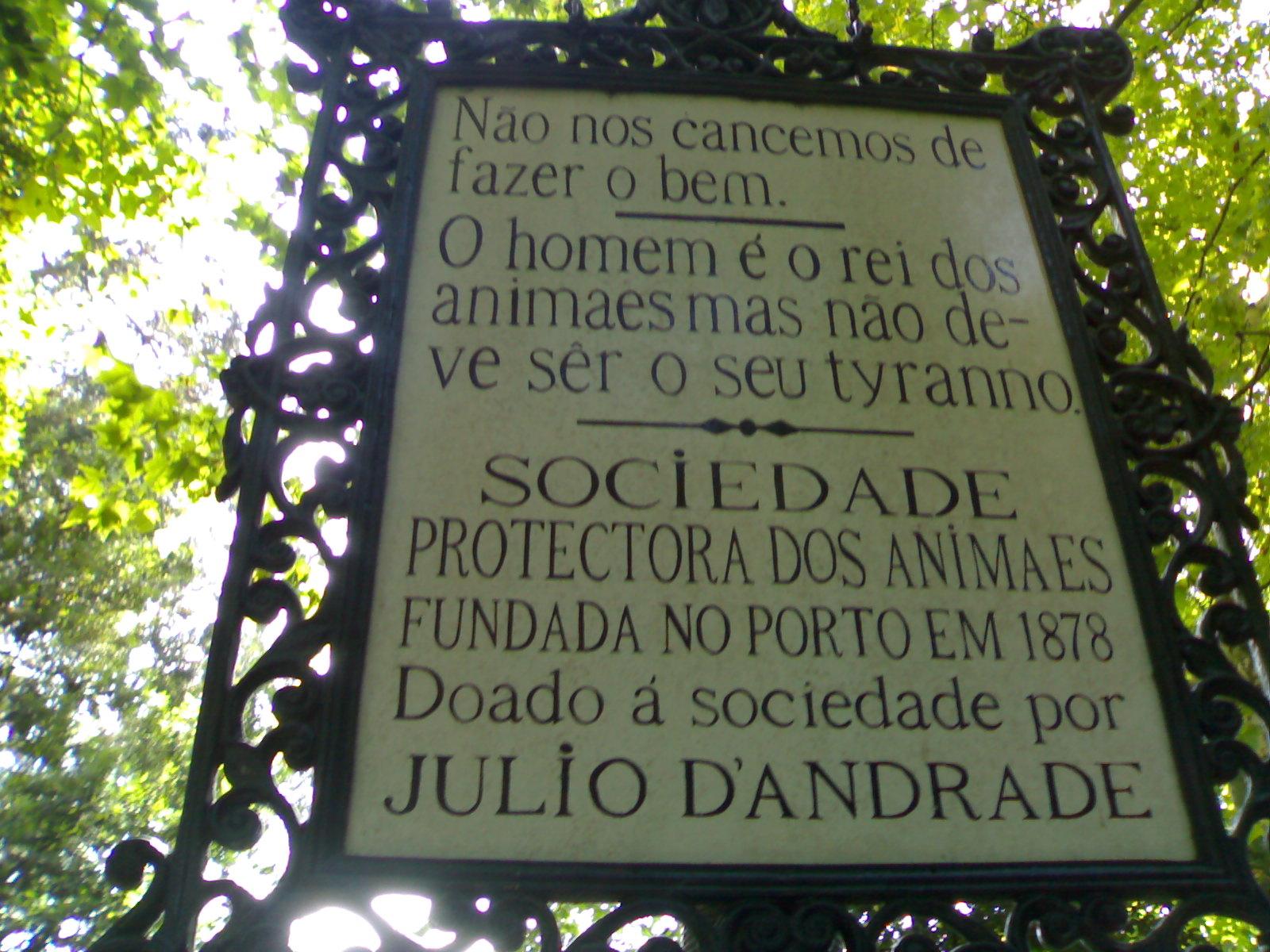
Placa de inscrição do antigo Bebedouro, ou marco Fontanário, da Praça Carlos Alberto, presente no parque.

"... Autêntica maravilha, que poucos conhecem e raros notam, suspenso sobre o Douro, num dos sítios privilegiados do Porto....está transformado num autêntico museu ao ar livre, num enorme escaparate onde são recolhidas as antigas fontes e chafarizes da cidade ..."

### Universo ( 4+3 ) 1987 Autora: Irene Vilar

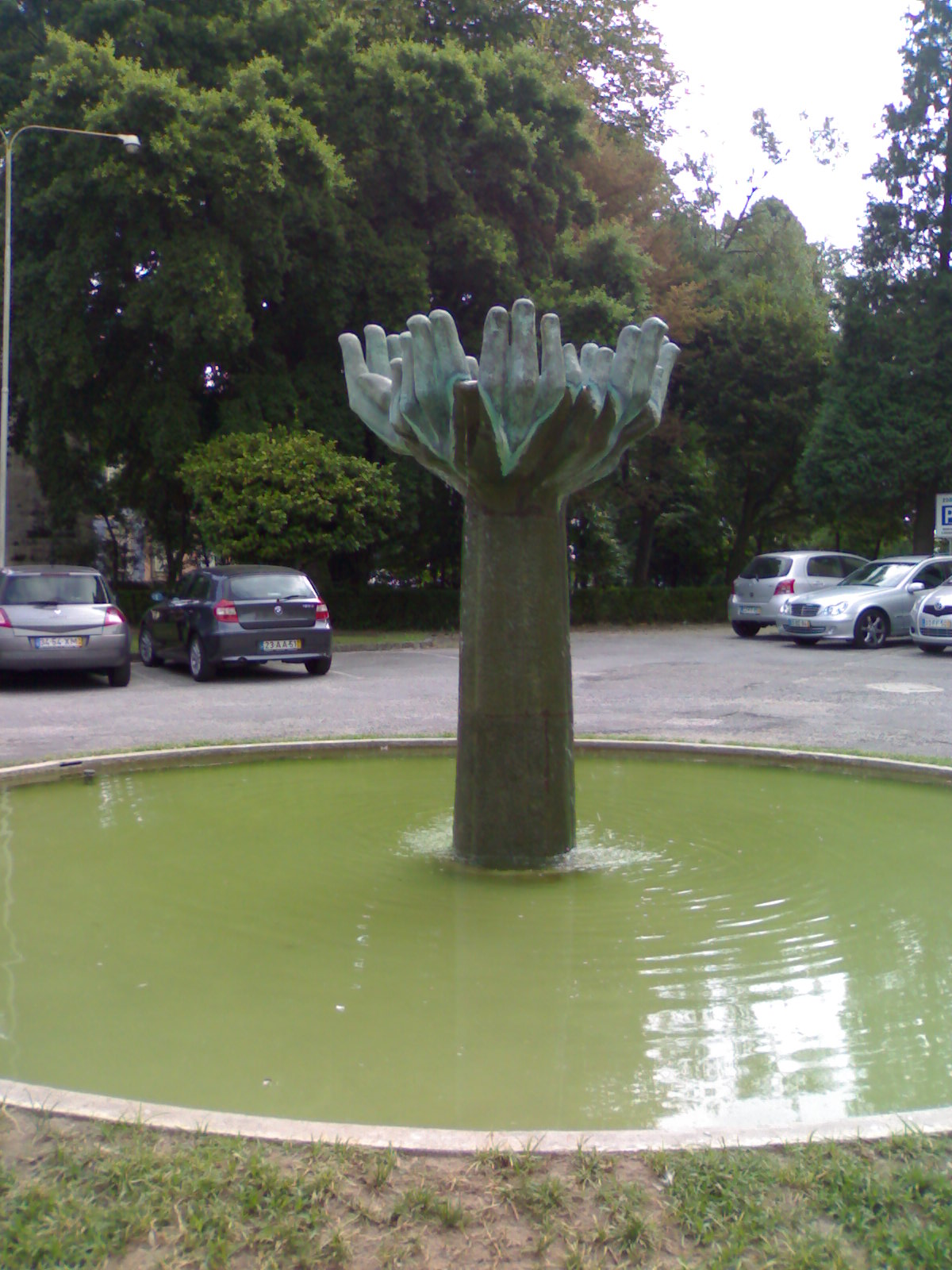
O Universo de Irene Vilar.

### Primeira Fonte da Arrábida

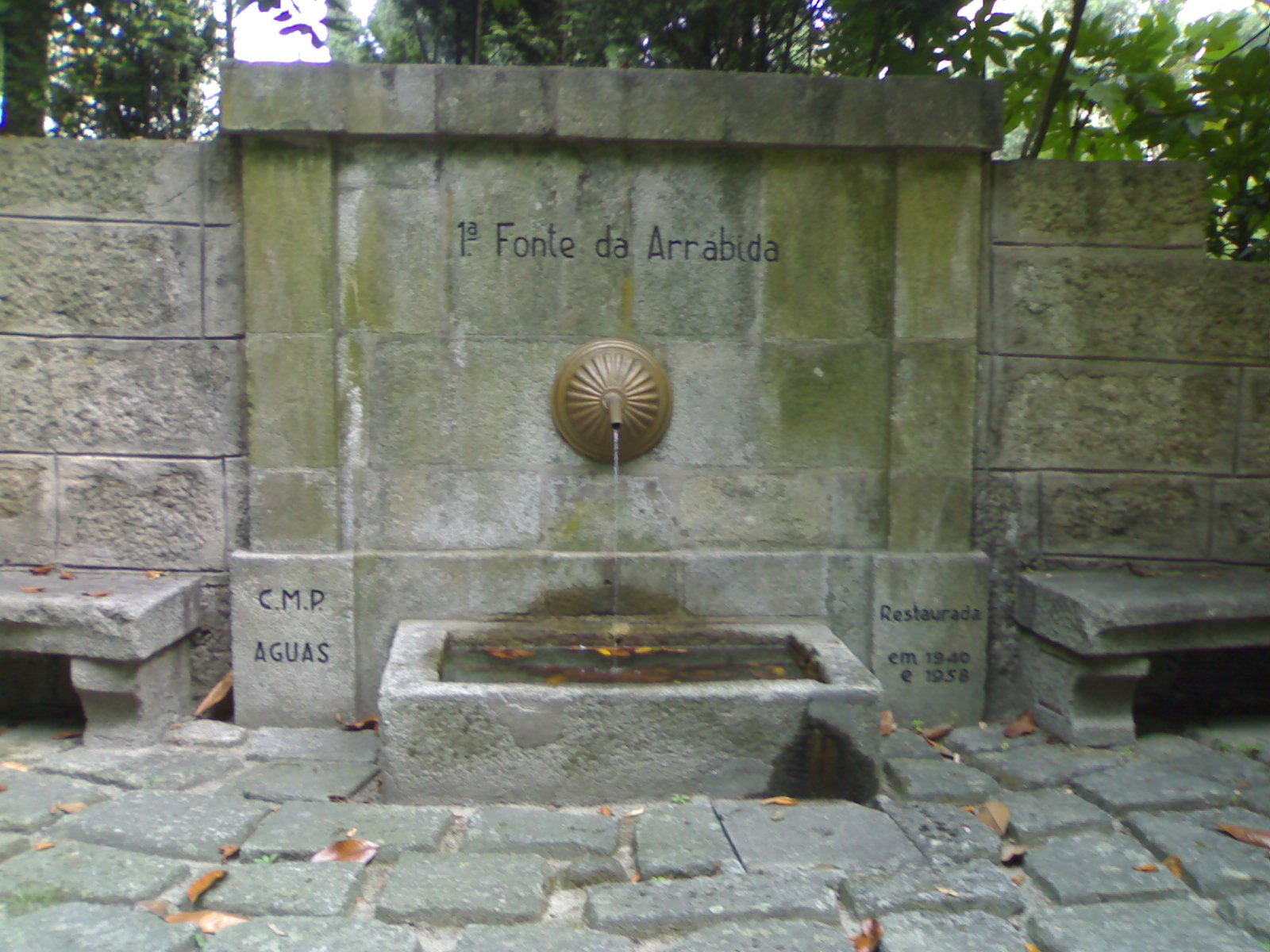
Primeira Fonte da Arrábida.

## Galeria de Fotografias

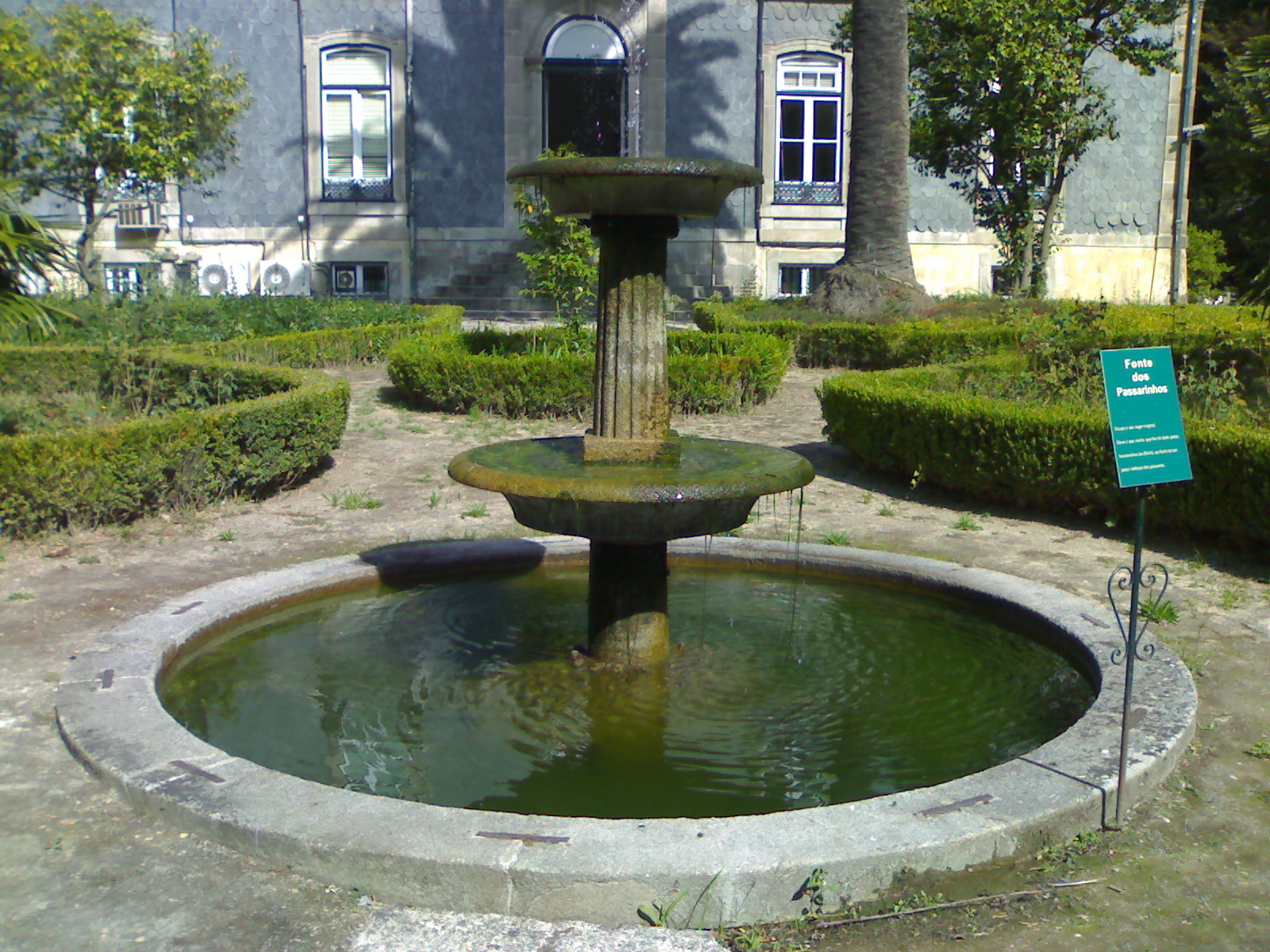
Chafariz dos passarinhos - Nome dado pelos funcionários por ser poiso habitual dos pássaros.
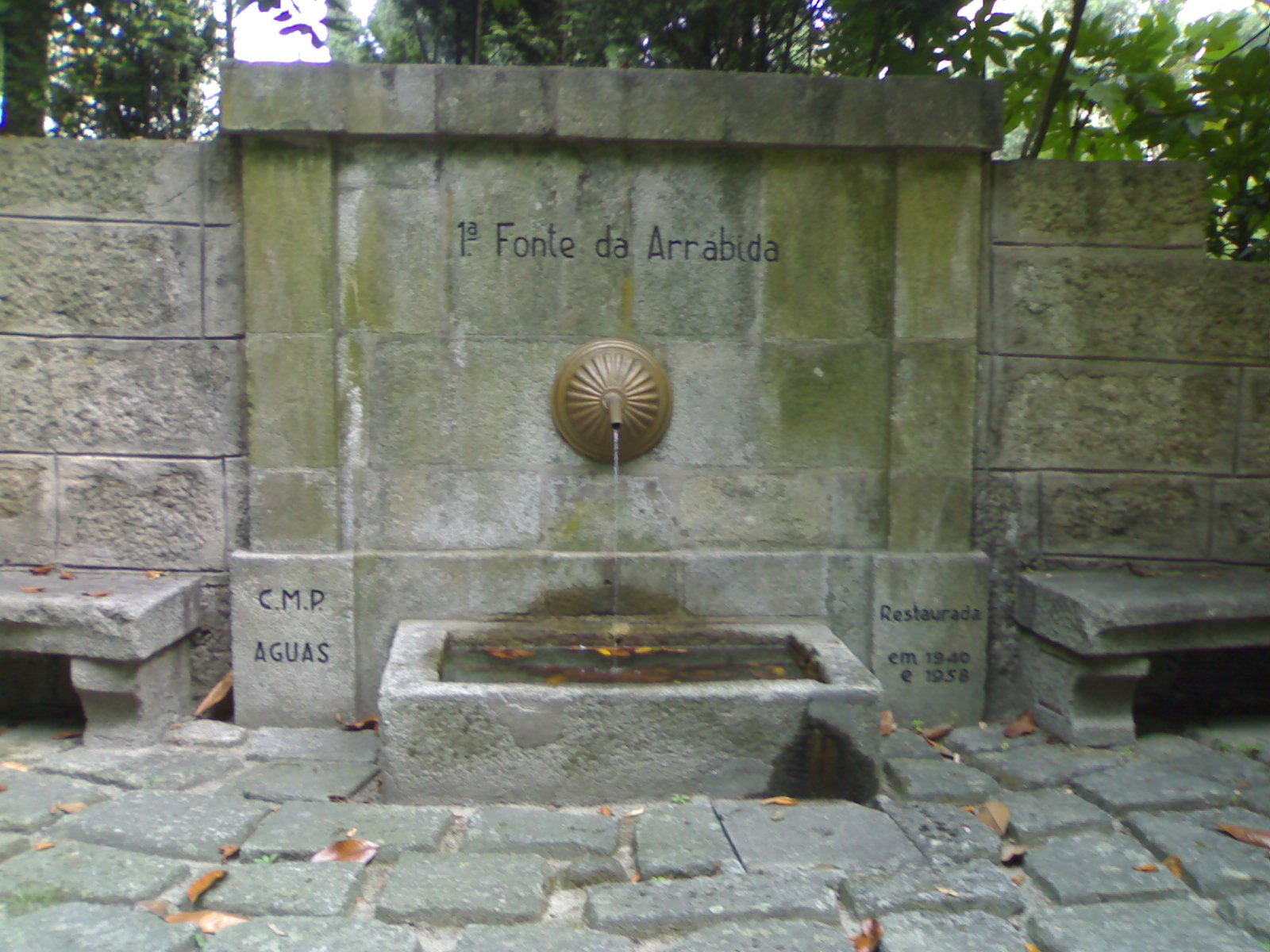
1ª Fonte da Arrábida
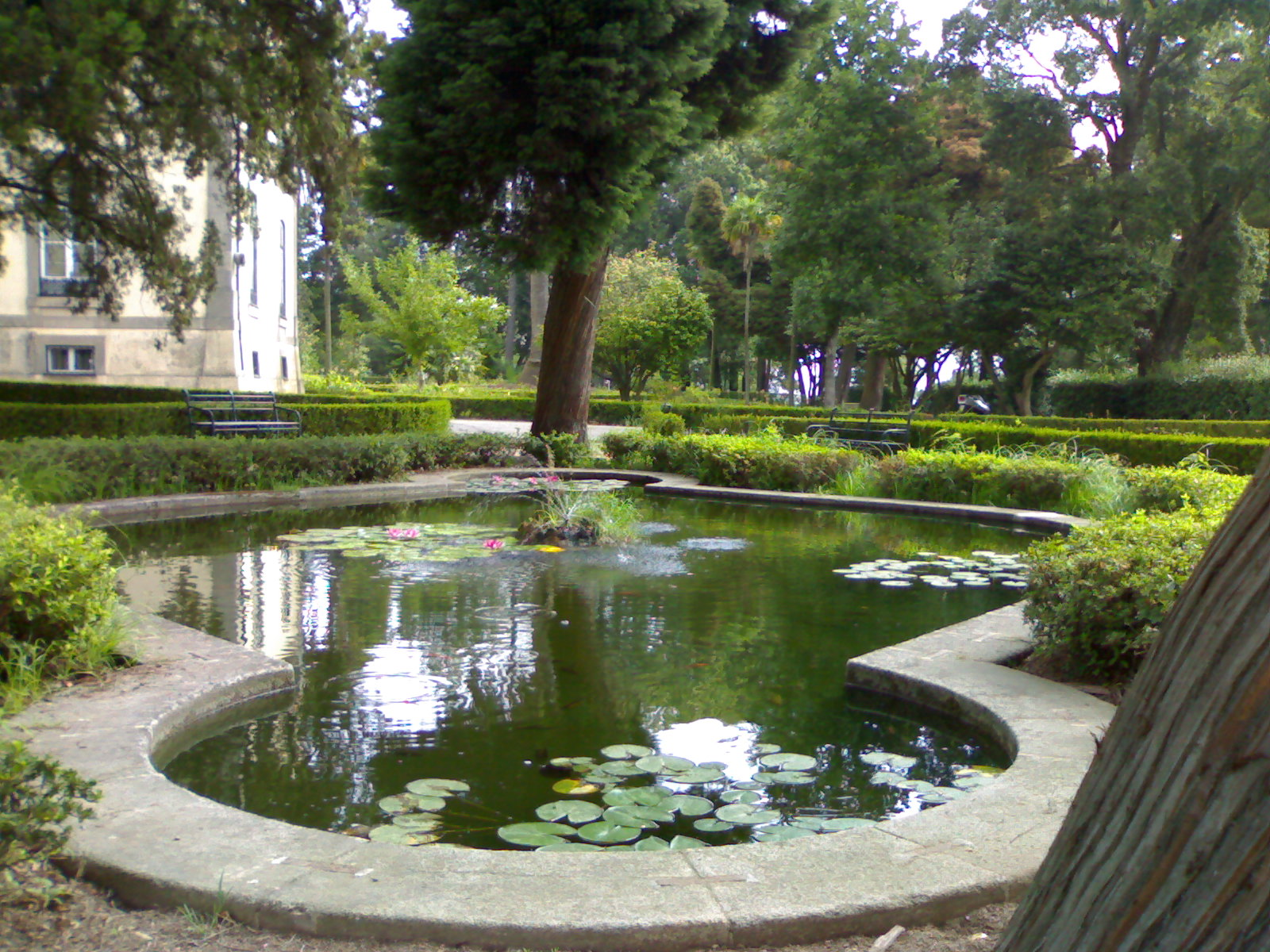
Lago de Nenúfares
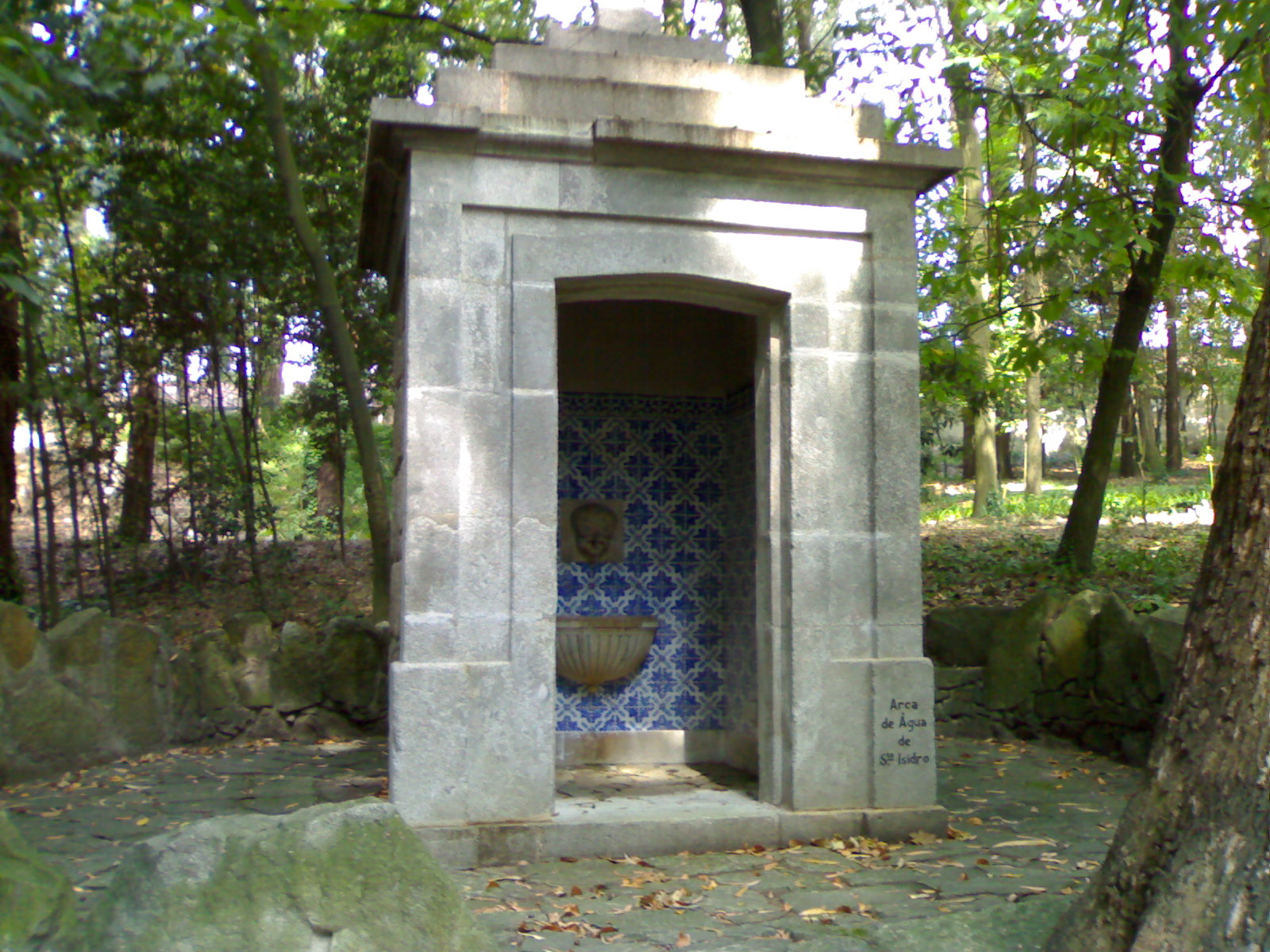
Arca de Santo Isidro, peça de inspiração oriental
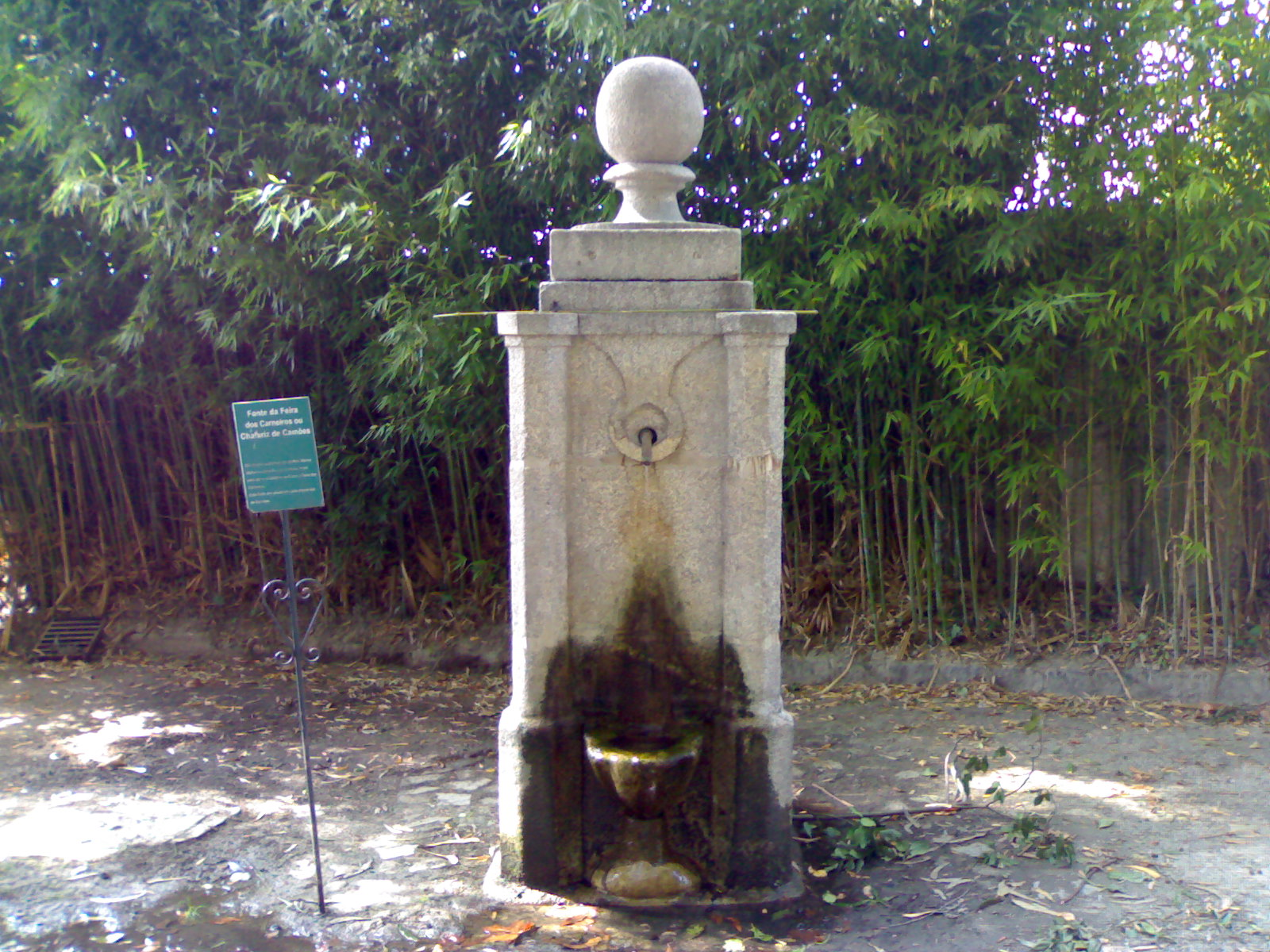
Fonte da Feira dos Carneiros, ou Chafariz de Camões